# Jornoklovî, Drabiv
Jornoklovî (în ucraineană Жорнокльови) este o comună în raionul Drabiv, regiunea Cerkasî, Ucraina, formată numai din satul de reședință.

## Demografie
Componența lingvistică a comunei Jornoklovî
     Ucraineană (99,34%)
     Alte limbi (0,44%)
Conform recensământului din 2001, majoritatea populației comunei Jornoklovî era vorbitoare de ucraineană (99,34%), existând în minoritate și vorbitori de alte limbi.